# Czempiń
Czempiń és una ciutat de Polònia, forma part del voivodat de Gran Polònia, al powiat de Kościan. Es troba a 13 km al nord-est de Kościan i a 29 km al sud de Poznań, la capital de la regió. El 2016 tenia 5.321 habitants.